# Henk Benjamins
Henk Benjamins (Hollandscheveld, 16 september 1945) was een Nederlands wielrenner, die beroeps was tussen 1970 en 1973.

## Wielerloopbaan
Benjamins reed in 1969 sterk als amateur en dat leverde hem een profcontract op. In zijn eerste jaar kon hij als knecht mee naar de Tour de France; hij werd wegens tijdsoverschrijding in de etappe over de Tourmalet uit de strijd genomen. In 1971 haalde Benjamins wel het einde. In de 17e etappe kreeg hij zelfs de premie voor de elegantste renner en in het eindklassement bezette hij de 80e plaats.
In 2023 verscheen het boek Koersen met Tegenwind over hem, geschreven door Gio Lippens.

## Belangrijkste overwinningen
1969
- 2e etappe Ronde van Midden-Zeeland
- Eindklassement Ronde van Midden-Zeeland

## Resultaten in voornaamste wedstrijden
| Jaar | Ronde van Italië | Ronde van Frankrijk | Ronde van Spanje |
| ---- | ---------------- | ------------------- | ---------------- |
| 1970 |                  | buiten tijd         |                  |
| 1971 |                  | 80e                 | opgave           |

| Jaar | Gent-Wevelgem | Luik-Bast.‑Luik |
| ---- | ------------- | --------------- |
| 1970 |               | 34e             |
| 1971 | 92e           |                 |